# Микита Кривонос
Микита Кривонос (англ. Nikita Kryvonos; нар. 1 вересня 1986) — колишній американський тенісист.
Найвищу одиночну позицію світового рейтингу — 389 місце досяг 5 лютого 2007, парну — 508 місце — 27 листопада 2006 року.

## Титули ITF Ф'ючерс

### Одиночний розряд: (4)
| Ранг | Дата     | Турнір                    | Покриття | Суперник           | Рахунок       |
| ---- | -------- | ------------------------- | -------- | ------------------ | ------------- |
| 1.   | Бер 2006 | Канада F3, Монреаль       | Тверде   | Робін Гаасе        | 4–6, 7–5, 6–3 |
| 2.   | Вер 2007 | США F24, Ірвайн           | Тверде   | Луїджі Д'Агорд     | 7–5, 6–3      |
| 3.   | Тра 2009 | Болгарія F3, Стара Загора | Ґрунт    | Предраг Русевський | 3–6, 6–3, 6–4 |
| 4.   | Лип 2012 | Канада F3, Келоуна        | Тверде   | Ніколас Мейстер    | 6–3, 4–6, 6–4 |

### Парний розряд: (6)
| Ранг | Дата     | Турнір                           | Покриття | Партнер        | Суперники                           | Рахунок          |
| ---- | -------- | -------------------------------- | -------- | -------------- | ----------------------------------- | ---------------- |
| 1.   | Січ 2005 | США F3, Кі-Біскейн               | Тверде   | Деніс Живковіч | Анрі Аджей-Дарко Джонатан Ігбіновія | 7–5, 7–5         |
| 2.   | Лип 2006 | Бельгія F1, Ватерлоо             | Ґрунт    | Лукаш Росол    | Жордан Добль Жюльєн Жанп'єр         | 6–2, 6–3         |
| 3.   | Лип 2006 | Бельгія F2, Sint-Katelijne-Waver | Ґрунт    | Лукаш Росол    | Стефан Франсен Романо Франтзен      | 6–2, 6–7(5), 7–5 |
| 4.   | Вер 2007 | США F22, Клермонт                | Тверде   | Майкл Макклун  | Філіп Бестер Гленн Вейнер           | 6–4, 6–2         |
| 5.   | Гру 2008 | Бразилія F33, Сан-Паулу          | Тверде   | Васко Младенов | Діогу Круз Родрігу-Антоніу Гріллі   | 4–6, 6–1, [10–5] |
| 6.   | Тра 2014 | Україна F4, Рівне                | Ґрунт    | Васко Младенов | Юрій Джавакян Володимир Ужиловський | 6–4, 6–4         |